# المركز الفلسطيني للإعلام

شبكة فلسطين للحوار إحدى فروع الشبكة

المركز الفلسطيني للإعلام، هو موقع إلكتروني إعلامي متخصص في القضية الفلسطينية بأبعادها السياسية والدينية والحضارية، وهو من المواقع الأكثر زيارة في فلسطين حسب ترتيب أليكسا.

## تاريخ
كانت بداية الشبكة عام 1997م حيث قام بتأسيسها مجموعة من الشباب الفلسطيني.

## الأول في فلسطين 2014
حسب ترتيب أليكسا أصبحت شبكة فلسطين للحوار وهو منتدى تابع للموقع بعد سنوات من التفاعل هي الشبكة الحوارية الفلسطينية الأولى على شبكة الإنترنت بعدد أعضائها وأرقام موضوعاتها.

## محاولات تدميره
تعرض الموقع منذ افتتاحه إلى محاولات متعددة ومتنوعة المصادر والأسلوب مستهدفة تعطيله وإخماد صوته، وكان منها المحاولات المحمومة التي بذلت وما زالت تبذل منذ بداية انتفاضة الأقصى لتعطيل الموقع.
ويتعرض الموقع باستمرار لطوفان من الرسائل التي يرسلها الموساد الصهيوني وتستهدف تعطيل السيرفر وعلى فترات مختلفة كما يتلقى الموقع يوميا المئات من رسائل التهديد من جهات صهيونية متعددة وعلى رأسها الموساد وحكومة دولة الكيان إسرائيل.

## اجتماعياً
قوبل افتتاح الموقع بترحيب عربي وإسلامي واسع ونشر الموقع في عدة مجلات من بينها مجلة إنترنت العالم العربي التي اختارته موقع الشهر في مارس 1998 ونشرت عدة إذاعات ومحطات فضائية أخبارا عنه وتناولته بعض وسائل الإعلام الغربية بالتحليل.
يستقبل الموقع آلاف رسائل التأييد والمؤازرة التي تصل من جميع أنحاء العالم، ومن أبرز الدول التي تصل منها رسائل التأييد، أمريكا وألمانيا وإيطاليا وجنوب افريقيا واليابان واستراليا وماليزيا وأندونيسيا والباكستان وأفغانستان ومعظم الدول العربية والإسلامية.

## حجب الموقع في الضفة الغربية
في حزيران 2017 قامت السلطة الفلسطينية في رام الله بحجب العديد من المواقع الإلكترونية الإعلامية ومن ضمنها المركز الفلسطيني للإعلام، وقال مدير مكتب المركز الفلسطيني للاعلام «رزق الغرابلي»: «تعرض موقع المركز الفلسطيني للحجب، وكان من أوائل المواقع التي طالها أمر الحجب (تم ذلك يوم 15/6)، فبعد أن فشلنا في فتح الموقع عبر المتصفحات، بدأت الصحافة تتداول خبر حجب عدة مواقع وذكرت حينها أسماء 11 موقعاً طالها الحجب».

## روابط خارجية
- الموقع الرسمي